# Rhynchagrotis
Rhynchagrotis là một chi bướm đêm thuộc họ Noctuidae.

## Các loài
- Rhynchagrotis belfragei Smith, 1890
- Rhynchagrotis brunneipennis (Grote, 1875)
- Rhynchagrotis eupida (Grote, 1865)

## Formerly placed here
- Rhynchagrotis anchocelioides is now Abagrotis anchocelioides (Guenée, 1852)
- Rhynchagrotis exertistigma is now Parabagrotis exertistigma(Morrison, 1874)
- Rhynchagrotis insularis is now Parabagrotis insularis(Grote, 1876)